# Болек, Петр
Петр Бо́лек (чеш. Petr Bolek; род. 13 июня 1984 года в Остраве) — чешский футболист, вратарь.

## Карьера
Свою взрослую карьеру Петр начал в клубе «Баник» (Острава), где он не сыграл ни одного матча, и в 2003 году присоединился к «Словану». Но и здесь ему не удалось пробиться в стартовый состав, поэтому всё время провёл в аренде в клубах «Глучин», «Словацко» и «ВиОн». 
После неудачного пребывания в турецком клубе «Касымпаша», Болек перешёл в словацкий клуб «Сеница», где достиг наибольшего успеха в своей карьере. В сезонах 2010/11 и 2011/12 признавался лучшим вратарём Цоргонь-лиги.
Болек также был на просмотре в английском «Ньюкасле», но главный тренер «сорок» Алан Пардью решил его не подписывать.
Летом 2013 года Петр присоединился к «Виктории», подписав трёхлетний контракт. Но за клуб пока сыграл всего лишь восемь матчей, уступив место в воротах Матушу Козачику.
В сентябре 2017 года был отдан в аренду на полгода в «Баник» из Соколова.
Признавался лучшим вратарём мемориала Ежека 2001 года.

## Достижения
Виктория Пльзень
- Чемпион Чехии (3): 2012/13, 2014/15, 2015/16